# Malmgreniella mcintoshi
Malmgreniella mcintoshi är en ringmaskart som först beskrevs av Tebble och Victor Toucey Chambers 1982.  Malmgreniella mcintoshi ingår i släktet Malmgreniella och familjen Polynoidae. Arten är reproducerande i Sverige. Inga underarter finns listade i Catalogue of Life.